# In the Court of the Lizard
In the Court of the Lizard – drugi album koncertowy polskiej grupy muzycznej Turbo.
Na albumie gościnnie wystąpił Paul Di’Anno.

## Lista utworów
CD 1
1. Intro
2. Myśl I Walcz
3. Przebij Mur
4. Na Progu Życia
5. Kometa Halleya
6. Serce Na Stos
7. Słowa Pełne Słów
8. Ktoś Zamienił
9. Już Nie Z Tobą
10. Upiór W Operze
11. Armia
12. Człowiek I Bóg
13. Bramy Galaktyk
14. Noc Już Woła

CD 2
1. Dorosłe Dzieci
2. Wybieraj Sam
3. This War Machine
4. Mówili Kiedyś
5. Jaki Był Ten Dzień
6. Kawaleria Szatana Cz. II
7. Sztuczne Oddychanie
8. Breaking The Law